# 洪成南
洪 成南（ホン・ソンナム、1929年10月2日 - 2009年3月31日）は、朝鮮民主主義人民共和国（北朝鮮）の政治家。1998年9月の憲法改正によって成立した内閣制において、初代内閣総理（首相）を務めた。

## 経歴
日本統治時代に平安北道で生まれる。朝鮮民主主義人民共和国の建国後、チェコスロバキアに留学し、プラハ工業大学を卒業。1964年より朝鮮労働党中央委員会の副部長や部長職を歴任。また、科学技術の専門家として、化学工業相（大臣）や重工業相も歴任した。
1971年、党中央委員に選出。1973年9月、政務院副総理（副首相）兼国家計画委員長に就任（1976年4月まで）。1980年10月の第6回党大会で中央委員に再選。1982年2月に最高人民会議代議員となり、死去まで務める。同年11月、平安南道党委員会責任書記に任命される。
1986年2月、政務院副総理兼国家計画委員長、党政治局員候補に任命され、同年12月に党政治局員に昇格。また12月29日の李根模内閣発足に際し、政務院第一副総理に任命される。その際、国家計画委員長は退任したが、1987年10月から再び国家計画委員長を兼務した。1988年2月に国家計画委員長を退いたが、わずか4か月後の6月には再任され、1990年5月まで在職するなど、洪成南は長らく国家計画委員長を務め、北朝鮮の計画経済の中枢を担った。1988年12月に李根模が政務院総理を辞任したが、洪成南は続く延亨黙内閣でも副総理として入閣した。しかし、1989年6月に党政治局員候補に降格された。1992年12月に発足した第2次姜成山内閣でも副総理を務めた。
金正日時代になると、政務院総理の姜成山は、金正日との対立や持病の糖尿病の悪化もあり、次第に政務から遠ざかっていった。1997年2月21日、洪成南は政務院総理代理に任命され、姜成山に代わって政務院を取り仕切った。1998年9月5日、最高人民会議第10期第1回会議において、憲法が改正されて政務院が内閣に改組されると、洪成南は正式に内閣総理に就任した。2002年9月の日朝首脳会談では、日本の外務省アジア大洋州局長（当時）である田中均と準備交渉を行った。
2003年9月3日、総理を更迭され、同月、咸鏡南道党委責任書記となる。
2009年3月31日、尿毒症による心筋梗塞で死去。
| 先代姜成山 （政務院総理） | 内閣総理1998年 - 2003年 | 次代朴奉珠 |

| 先代姜成山 | 政務院総理 代理1997年 - 1998年 | 次代内閣総理へ移行 |

| 先代李泰男 | 咸鏡南道党委員会責任書記2003年 - 2009年 | 次代太宗秀 |